# Ceratitis edwardsi
Ceratitis edwardsi är en tvåvingeart som först beskrevs av Munro 1957.  Ceratitis edwardsi ingår i släktet Ceratitis och familjen borrflugor. Inga underarter finns listade i Catalogue of Life.